# Bitchcraft
Bitchcraft ist das siebte Studioalbum der US-amerikanischen Band Blood on the Dance Floor. Es erschien am 10. Juni 2014.

## Hintergründe
Aus Jayy von Monroes Statement zu seinem Ausstieg aus dem Musikprojekt geht hervor, dass die Band von der Verlagerung des Musikmarktes von kostenpflichtigen Downloads auf Streaming etwa ab dem Jahre 2014 hart getroffen wurde, sodass ihre Einnahmen merklich sanken. Dies veranlasste Dahvie Vanity, bei dem diese Entwicklung Panik auslöste, das Konzept der Gruppe zu überarbeiten. Ab dem Album All the Rage!! begannen Blood on the Dance Floor, von ihrer ursprünglichen Fokussierung auf provokative, sexuell explizite Musik abzukommen und stattdessen auch Werte zu vermitteln und ernstere Themen zu besprechen. Dies erreichte seinen Höhepunkt in der kommerziell erfolgreichsten Phase der Gruppe zwischen 2012 und 2013. Mit Bitchcraft wollte Vanity wieder zur alten Prämisse der Band zurückkehren, was entgegen den Bedenken von Monroes, der sich zunehmend unwohler dabei fühlte, einer überwiegend jungen Fanbase anstößige Musik zu präsentieren, auch geschah.
Produziert wurde das Album von Rusty Wilmot und Brandy Wynn; als Gastmusiker treten Shawn Brandon, William Control, Kerry Louise und Jeffree Star auf. Der Beitrag von letzterem ist insofern bemerkenswert, da sich dieser nach Auseinandersetzungen mit seinem Labelchef Akon bereits 2013 aus dem Musikgeschäft zurückzog, um sich (erfolgreich) der Kosmetikbranche zuzuwenden. Star kollaborierte bereits früher mit Blood on the Dance Floor, distanzierte sich von 2010 bis 2013 nach den Missbrauchsvorwürfen gegen Dahvie Vanity allerdings von dem Projekt. Für das Songwriting waren immer die beiden Bandmitglieder wie auch die etwaigen Gastinterpreten zuständig.
Bitchcraft erschien digital sowie als limitierte CD- und Vinylausgabe. Aus dem Album wurden drei Singles ausgekoppelt: Poison Apple, Call Me Master und Freaks Do It Better!.

## Musik und Texte
Wie bereits das Vorgängeralbum Bad Blood ist Bitchcraft deutlich vom Dubstep- bzw. Brostep-Genre geprägt, was vor allem durch den vermehrten Einsatz der für diesen Stil typischen Wobble Bass Lines und -Synths hervorgerufen wird. Allerdings bewegt sich die Gruppe mit dem Werk um Einiges näher an der Popmusik; von der aggressiven Grundstimmung und den zuvor noch großflächig eingesetzten Screamoeinlagen ist nur wenig vorzufinden (letzteres Element wird nur auf dem Titel 3×3 eingesetzt). Stattdessen setzt das Album vorrangig auf eingängige Refrains und klar gesungene Passagen. Vereinzelt wird auch gerappt. In dem Lied Poison Apple wird zudem das Stück In der Halle des Bergkönigs musikalisch zitiert. Der erste und der letzte Titel sind jeweils instrumental. Durch das gesamte Album zieht sich eine okkulte Ästhetik, die sich auch in den Texten widerspiegelt. Häufig wird hierbei auf schwarze Magie, Kirchenverbrennungen und Besessenheit verwiesen, wobei diese oftmals auch als provokante sexuelle Euphemismen zu verstehen sind. An mehreren Stellen geben die Musiker an, lediglich hier zu sein, um den Zuhörer zu verärgern.

## Covergestaltung
Das Cover von Bitchcraft zeigt Dahvie Vanity und Jayy von Monroe vom Bauch aufwärts zentral in der Mitte des Motivs stehen. Der Hintergrund, welcher sich teilweise mit den Musikern überlappt, ist in einem dunklen blaulila gehalten und bebildert einen Wald mit mehreren blattlosen Bäumen. Über den Interpreten steht der Albumtitel. Er ist optisch so gestaltet, dass er aus Zeitungspapier ausgeschnittenen Buchstaben ähnelt, wobei jeder einzelne von ihnen rot ist. In der Mitte des Wortes ist, ebenfalls ausgeschnitten, ein Stern zu sehen. In der unteren Hälfte des Bildes ist ein mit roten Pinselstrichen aufgetragenes „B“ in einem Kreis vorzufinden. Der Bandname steht in fliederfarbenen Lettern quer darüber. Auf der CD-Version sind die einzelnen Elemente des Motivs anders angeordnet. So stellt das „B“, nun wesentlich größer, das Zentrum des Bildes dar; Vanity steht links davon und von Monroe rechts, beide jeweils von der Hüfte aufwärts und stellenweise transparent. Der Bandname befindet sich in der unteren rechten Ecke. Der Albumtitel blieb an der gleichen Stelle.

## Titelliste
| Nr. | Titel                                          | Länge |
| --- | ---------------------------------------------- | ----- |
| 1.  | Sorcery                                        | 1:35  |
| 2.  | Bitchcraft                                     | 3:23  |
| 3.  | 3×3 (feat. Shawn Brandon)                      | 3:32  |
| 4.  | Pure Fuckin’ Evil (feat. William Control)      | 3:53  |
| 5.  | Call Me Master                                 | 3:25  |
| 6.  | Blaq Magick (feat. Shawn Brandon)              | 3:40  |
| 7.  | Poison Apple (Remastered) (feat. Jeffree Star) | 3:21  |
| 8.  | Possession                                     | 3:31  |
| 9.  | Freaks Do It Better! (feat. Kerry Louise)      | 3:12  |
| 10. | Oblivion                                       | 1:34  |

## Erfolg
Bitchcraft war die letzte Veröffentlichung von Blood on the Dance Floor, welche kommerzielle Erfolge verzeichnen konnte. Zwar gelang es dem Album, anders als seinem Vorgänger Bad Blood, nicht mehr, sich in den amerikanischen Billboard 200-Charts zu positionen, jedoch erreichte es in den dortigen Dance/Electronic-Charts Platz 18.